# Головнев, Анатолий Андреевич
Анатолий Андреевич Головнёв (род. 27 января 1942, Медведовка, Смоленская область, РСФСР, СССР) — советский и российский военачальник, генерал-полковник (1993). Первый заместитель главнокомандующего Сухопутных войск Российской Федерации (1995—1998).

## Биография
Родился 27 января 1942 года в деревне Медведовка Смоленской области. Окончил среднюю школу.
С 1958 по 1963 год обучался в Московском высшем общевойсковом командном училище, которое окончил с отличием. В 1975 году окончил Военную академию имени М. В. Фрунзе с золотой медалью. В 1980 году окончил Военную академию Генерального штаба Вооружённых Сил СССР имени К. Е. Ворошилова.
С 1963 по 1968 год командовал взводом в полку обеспечения Высших Краснознамённых офицерских курсов «Выстрел» имени Б. М. Шапошникова и ротой курсантов в Московском высшем общевойсковом командном училище. С 1975 по 1980 год служил в Дальневосточном военном округе и в Группе советских войск в Германии в должностях  заместителя командира и командира мотострелкового полка (полк дислоцировался на острове Сахалин), начальника штаба мотострелковой дивизии. С 1980 по 1984 год — командир 20-й гвардейской мотострелковой дивизии в составе 8-я гвардейской общевойсковой армии в Группы советских войск в Германии. С 1984 по 1985 год — первый заместитель командующего 1-й гвардейской танковой армией. 
С 1985 по 1988 год — командующий 8-й танковой армией. С 1988 по 1992 год — первый заместитель командующего войсками Московского военного округа. С 1992 по 1995 год — начальник Главного управления боевой подготовки и заместитель главнокомандующего Сухопутных войск Российской Федерации по боевой подготовке. С 1995 по 1998 год — первый заместитель главнокомандующего Сухопутных войск Российской Федерации. С 1998 по 2000 год — начальник Главного управления боевой подготовки Вооружённых сил Российской Федерации.
А. А. Головнев принимал участие в боевых действиях в Приднестровском конфликте, Таджикской войне и в Первой Чеченской войне, являлся участником ликвидации аварии на Чернобыльской АЭС.
С 2000 года в запасе.

## Высшие воинские звания
- Генерал-майор (30.04.1982)
- Генерал-лейтенант (15.02.1988)
- Генерал-полковник (19.04.1993)[6]

## Награды
- Орден «За военные заслуги» (1996)[7]
- Орден Красной Звезды (1977)
- Орден «За службу Родине в Вооружённых Силах СССР» III степени (1987)
- Медаль «За боевые заслуги»[1][2]
- Другие медали СССР и РФ